# Dedekinds Prager Satz
Der Prager Satz von Richard Dedekind ist ein Satz der Zahlentheorie und Algebra über Polynome, welcher am Beginn der Abstraktion zur Dedekindschen Idealtheorie steht. Es kann gezeigt werden, dass er genau in ganz abgeschlossenen Ringen gilt und deshalb mit dem Gauß’schen Hebungslemma (anwendbar, wenn im Ring der Vierzahlensatz gilt) für normierte Polynome herzuleiten ist.

## Aussage
Sind
{\displaystyle b(X)=\sum _{i=1}^{m}{b_{i}X^{i}}} und {\displaystyle c(X)=\sum _{j=1}^{n}{c_{j}X^{j}}} Polynome des Polynomrings {\displaystyle R[X]} eines Integritätsrings {\displaystyle R} mit Quotientenkörper {\displaystyle K}
und ist {\displaystyle a|b(X)c(X)} für ein {\displaystyle a\in R}, so gilt {\displaystyle a|b_{i}c_{j}} für alle {\displaystyle 0\leq i\leq m,0\leq j\leq n}.
Mit diesem Satz sind folgende Aussagen gleichbedeutend:
1. {\displaystyle R} ist ganz abgeschlossen.
2. In {\displaystyle R[X]} gilt das Gaußsche Hebungslemma für normierte Polynome
Sind {\displaystyle g,h\in K[X]} normierte Polynome mit {\displaystyle gh=f\in R[X]}, dann sind {\displaystyle g,h\in R[X]}.
Anders formuliert besagt der Satz:
Seien f,g Polynome in einer Variablen, deren Koeffizienten algebraische Zahlen sind. Wenn alle Koeffizienten des Produkts {\displaystyle f\cdot g} ganze algebraische Zahlen sind, ist das Produkt jedes Koeffizienten von f mit jedem Koeffizienten von g auch eine ganze algebraische Zahl.

## Geschichte
Dedekind veröffentlichte den Satz 1892 als Verallgemeinerung eines Satzes von Carl Friedrich Gauß (Lemma von Gauß, Disquisitiones Arithmeticae, Artikel 42): Die Polynome f,g in einer Variablen haben rationale Koeffizienten. Wenn die Koeffizienten von f, g nicht alle ganze Zahlen sind, dann können auch die Koeffizienten von {\displaystyle f\cdot g} nicht alle ganze Zahlen sein. Die Bezeichnung Prager Satz rührt daher, dass Dedekind ihn in den Mitteilungen der Deutschen Mathematischen Gesellschaft in Prag veröffentlichte.
Dedekind war nicht bekannt, dass Leopold Kronecker den Satz schon zehn Jahre zuvor veröffentlicht hatte, allerdings in einer sehr knappen Form und in obskurer (eigenwilliger) Formulierung (Harold Edwards).
Auch wenn insbesondere Hilbert in seinem Zahlbericht dem (gleichartigen) Hurwitzschen Aufbau der Idealtheorie noch den Vorzug gegeben hat (Dedekinds Prager Satz dient dort dem Nachweis, dass es zu jedem Ideal {\displaystyle a\neq (0)} in einer Maximalordnung eines Zahlkörpers ein Ideal {\displaystyle b\neq (0)} gibt derart, dass {\displaystyle ab} ein Hauptideal ist), spielt Dedekinds Prager Satz in der heutigen Algebra und Zahlentheorie praktisch keine Rolle mehr, da man (in Dedekinds Sinne über E. Noether bis hin zu Grothendieck) heutzutage konzeptionelle Beweise mit abstrakten Prinzipien wie der ganzen Abgeschlossenheit bevorzugt.